# City Van
Als Stadtlieferwagen oder City Van bezeichnet man Kraftfahrzeuge zur Personenbeförderung und/oder zum Gütertransport. Sie werden überwiegend gewerblich im urbanen Umfeld genutzt. Fahrzeuge dieser Klasse eignen sich durch eine optimale Raumausnutzung und ein wendiges Fahrverhalten vor allem für den Stadtverkehr in engen und unüberschaubaren Straßenabschnitten.

## Allgemeines
Der Stadtlieferwagen wird meist als Transportfahrzeug von Gewerbetreibenden wie Handwerkern, Kurier-, Express- und Paketdiensten sowie allgemeinen Dienstleistern genutzt. Bei vergleichsweise geringer Grundgröße bieten die Fahrzeuge dieser Kategorie ausreichend Ladekapazität für den Transport jeglicher Art von Gütern, Werkzeugen sowie Personen.

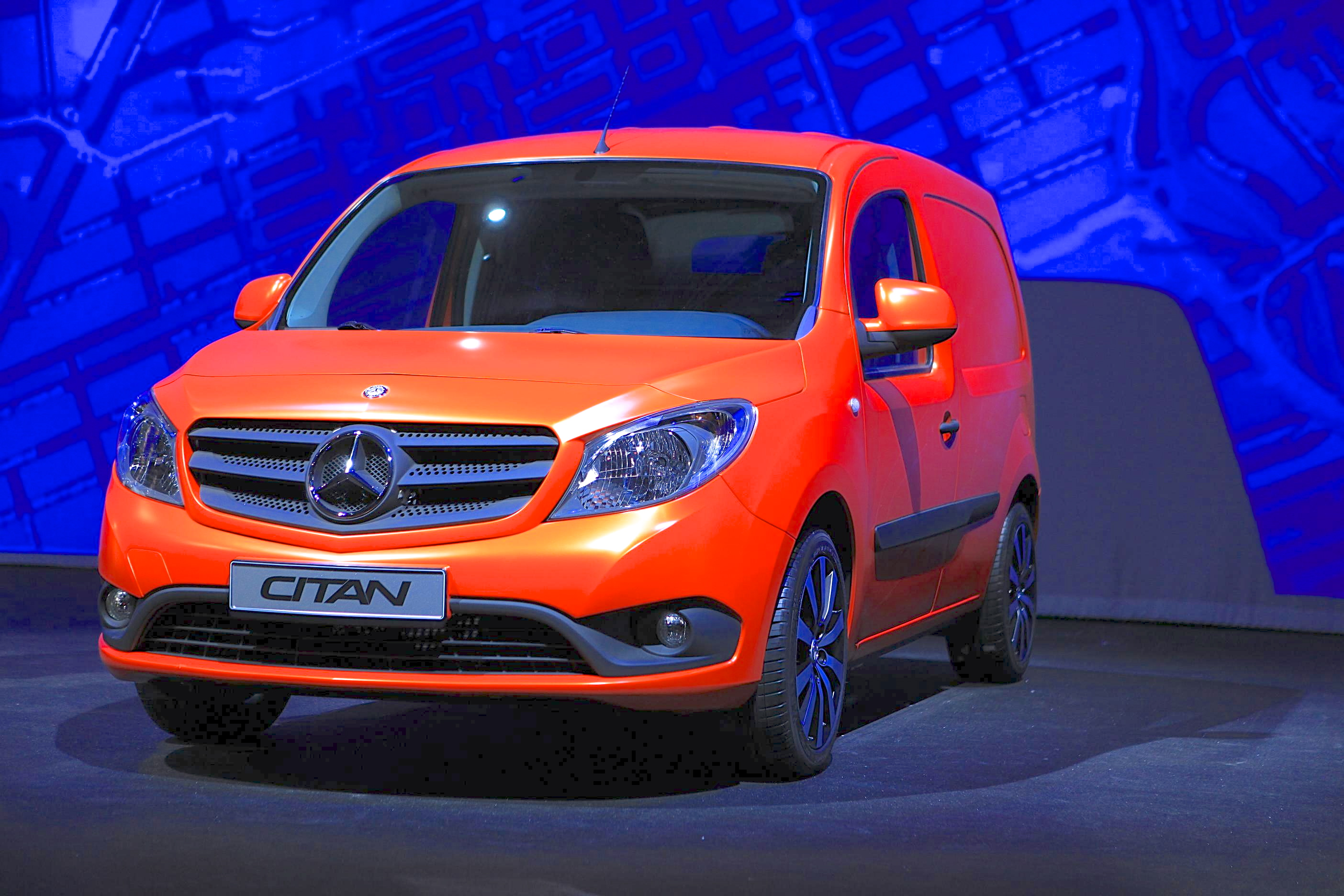
City Van: Mercedes-Benz Citan

Teilweise kann es sein, dass diese aufgrund ihres zulässigen Gesamtgewichts mit einer Fahrerlaubnis Klasse B gefahren werden dürfen. Eine gesetzliche Definition, z. B. in der Straßenverkehrszulassungsordnung, existiert derzeit noch nicht.
Der Stadtlieferwagen unterscheidet sich abhängig von der Nutzung in seiner Ausprägung. Für den Gütertransport werden meist so genannte Kastenwagen verwendet. Das sind Lieferwagen mit einer großen Ladefläche, also ohne Sitzplätze und Fenster im Fonds des Fahrzeugs. Für den Personentransport bieten viele Hersteller Kombis mit mehreren Sitzplätzen. Die so genannten Mixtos wurden zur gemischten Nutzung entwickelt. Sie verfügen über eine Sitzreihe und eine Ladefläche im hinteren Fahrzeugbereich.
Die Gattung des Stadtlieferwagen oder City Van entstand in Deutschland 2007 mit der Einführung des Škoda Praktik und des Mercedes-Benz Citan im Jahr 2012.

## Modelle

### Größenklassen aktueller Modelle
Für eine Unterteilung des Segments Stadtlieferwagen gibt es noch keine Definition. Mittlerweile bieten die meisten Hersteller ein Angebot an Stadtlieferwagen auf mehrere Modellen an und es entstehen mehr oder weniger automatisch verschiedene Größenklassen. Neben der typischen Aufbauform des Kastenwagens gibt es eine Vielzahl weiterer Varianten bzw. Baumuster. 

### Auflistung aktueller Modelle
- Škoda Praktik
- Mercedes-Benz Citan
- Dacia Lodgy
- Renault Kangoo
- Peugeot Bipper
- Peugeot Partner
- Fiat Fiorino
- Fiat Doblò
- Citroën Nemo
- Citroën Berlingo
- Volkswagen Caddy